# ГЕС Сноквалмі-Фоллз
ГЕС Сноквалмі-Фоллз — гідроелектростанція у штаті Вашингтон (Сполучені Штати Америки). Використовує ресурс із річки Snoqualmie, лівої притоки Skykomish, яка у місті Еверетт впадає до затоки П'юджет-Саунд (пов’язана з Тихим океаном через протоку Хуан-де-Фука).
Гідроенергетичну схему облаштували для використання перепаду висот на водоспаді Snoqualmie Falls. Для цього дещо вище від нього у руслі спорудили бетонну греблю висотою 5,5 метра, котра в період повноводдя опиняється під водою, а під час посухи забезпечує захоплення всього стоку для його спрямування у розташований вище водозабір. Від останнього ресурс через шахту діаметром 2,3 метра потрапляє до розташованого на глибині 79 метрів машинного залу розмірами 61х12 метрів та висотою 9 метрів. В 1899 році його обладнали чотирма турбінами типу Пелтон потужністю по 1,5 МВт, а у 1905-му спорудили другу шахту такого ж діаметру та встановили одну турбіну типу Френсіс потужністю 5 МВт.
За кілька років по тому, у 1910-му, став до лад другий машинний зал, споруджений під лівобережним масивом дещо нижче від водоспаду. Спершу тут ввели в експлуатацію одну турбіну типу Френсіс потужністю 9 МВт, до якої в 1957 році додали другий гідроагрегат з турбіною того ж типу та показником 26,5 МВт. Ресурс для їх роботи подається по тунелю довжиною 0,37 км з діаметром 3,7 метра.
На початку 2010-х провели модернізацію станції, яка зокрема включала заміну двох турбін – №5 у першому машинному залі на пристрій з показником 6,5 МВт та №1 у другому залі на турбіну потужністю 13,7 МВт. Ще раніше потужність кожної з турбін типу Пелтон довели до 1,8 МВт, так що загальний показник станції наразі складає 54 МВт. Також в межах модернізації зменшили висоту греблі до 4,9 метра.
Гідроагрегати використовують напір у 82,3 метра.